# Hess Corporation
Hess Corporation, anciennement avant 2006 Amerada Hess, est une entreprise pétrolière américaine, dont le siège social est situé à New York.

## Histoire
Hess a annoncé en mars 2013, vouloir sortir de la distribution d'essences, ainsi que le secteur du commerce du pétrole et de l'énergie, se concentrant sur l'exploration et la production pétrolière.  
En mai 2014, Marathon acquiert l'activité transport et vente de pétrole de Hess pour 2,87 milliards de dollars.
En juin 2015, Hess vend la moitié de ses activités dans le bassin de Bakken, à Global Infrastructure Partners, en créant une co-entreprise dont il reste actionnaire à 50 % pour 2,68 milliards de dollars.
En octobre 2017, Hess annonce la vente de ses activités en Guinée équatoriale à Kosmos Energy et Trident Energy pour 650 millions de dollars. En parallèle, Hess annonce la vente de ses activités en Norvège à Aker BP pour 2 milliards de dollars. 
En octobre 2023, le groupe Chevron annonce l'acquisition pour 53 milliards de dollars d'Hess Corporation, lui permettant d'avoir notamment une participation une importante filiale au Guyana,.

## Responsabilité environnementale
En 2017, l'entreprise Hess est identifiée par l'ONG Carbon Disclosure Project comme la neuvième entreprise privée émettant le plus de gaz à effets de serre dans le monde.